# Roman Oksiouta
Roman Nikolaïevitch Oksiouta - en russe : Роман Николаевич Оксюта et en anglais : Roman Oksiuta - (né le 21 août 1970 à Mourmansk en URSS) est un joueur professionnel russe de hockey sur glace. Il évoluait au poste d'attaquant.

## Carrière
Il a commencé sa carrière en 1987 avec le Khimik Voskressensk dans le championnat d'URSS. Il a été sélectionné en dixième ronde en 202e position au cours du Repêchage d'entrée dans la LNH 1989 par les Rangers de New York. Il a remporté la Coupe Calder 1993 avec les Oilers du Cap-Breton. La saison suivante, il découvre la Ligue nationale de hockey avec les Oilers d'Edmonton. Il par la suite porté les couleurs des Canucks de Vancouver, Mighty Ducks d'Anaheim et des Penguins de Pittsburgh avant de revenir en Europe en 1997. Il met un terme à sa carrière en 2006.

## Carrière internationale
Il a représenté l'URSS en sélections jeunes puis la Russie au niveau international.

## Trophées et honneurs personnels
- 1992 : meilleur pointeur de Superliga.

## Statistiques

### En club
| Saison     | Équipe                 | Ligue         |     | Saison régulière | Saison régulière | Saison régulière | Saison régulière | Saison régulière |    | Séries éliminatoires | Séries éliminatoires | Séries éliminatoires | Séries éliminatoires | Séries éliminatoires |
| Saison     | Équipe                 | Ligue         | PJ  | B                | A                | Pts              | Pun              | PJ               | B  | A                    | Pts                  | Pun                  |                      |                      |
| 1987-1988  | Khimik Voskressensk    | URSS          | 11  | 1                | 0                | 1                | 4                |                  |    |                      |                      |                      |                      |                      |
| 1988-1989  | Khimik Voskressensk    | URSS          | 34  | 13               | 3                | 16               | 14               |                  |    |                      |                      |                      |                      |                      |
| 1989-1990  | Khimik Voskressensk    | URSS          | 37  | 13               | 6                | 19               | 16               |                  |    |                      |                      |                      |                      |                      |
| 1990-1991  | Khimik Voskressensk    | URSS          | 41  | 12               | 8                | 20               | 24               |                  |    |                      |                      |                      |                      |                      |
| 1991-1992  | Khimik Voskressensk    | Superliga     | 35  | 22               | 14               | 36               | 20               |                  |    |                      |                      |                      |                      |                      |
| 1992-1993  | Khimik Voskressensk    | Superliga     | 20  | 11               | 2                | 13               | 42               |                  |    |                      |                      |                      |                      |                      |
| 1992-1993  | Oilers du Cap-Breton   | LAH           | 43  | 26               | 25               | 51               | 22               | 16               | 9  | 19                   | 28                   | 12                   |                      |                      |
| 1993-1994  | Oilers du Cap-Breton   | LAH           | 47  | 31               | 22               | 53               | 90               | 4                | 2  | 2                    | 4                    | 22                   |                      |                      |
| 1993-1994  | Oilers d'Edmonton      | LNH           | 10  | 1                | 2                | 3                | 4                | --               | -- | --                   | --                   | --                   |                      |                      |
| 1994-1995  | Oilers du Cap-Breton   | LAH           | 25  | 9                | 7                | 16               | 20               | --               | -- | --                   | --                   | --                   |                      |                      |
| 1994-1995  | Oilers d'Edmonton      | LNH           | 26  | 11               | 2                | 13               | 8                | --               | -- | --                   | --                   | --                   |                      |                      |
| 1994-1995  | Canucks de Vancouver   | LNH           | 12  | 5                | 2                | 7                | 2                | 10               | 2  | 3                    | 5                    | 0                    |                      |                      |
| 1995-1996  | Canucks de Vancouver   | LNH           | 56  | 16               | 23               | 39               | 42               | --               | -- | --                   | --                   | --                   |                      |                      |
| 1995-1996  | Mighty Ducks d'Anaheim | LNH           | 14  | 7                | 5                | 12               | 18               | --               | -- | --                   | --                   | --                   |                      |                      |
| 1996-1997  | Mighty Ducks d'Anaheim | LNH           | 28  | 6                | 7                | 13               | 22               | --               | -- | --                   | --                   | --                   |                      |                      |
| 1996-1997  | Penguins de Pittsburgh | LNH           | 7   | 0                | 0                | 0                | 4                | --               | -- | --                   | --                   | --                   |                      |                      |
| 1997-1998  | Furuset Ishockey IF    | Eliteserien   | 10  | 10               | 7                | 17               | 44               | --               | -- | --                   | --                   | --                   |                      |                      |
| 1997-1998  | Komets de Fort Wayne   | LIH           | 19  | 5                | 8                | 13               | 50               | 3                | 0  | 0                    | 0                    | 12                   |                      |                      |
| 1998-1999  | KalPa Kuopio           | SM-liiga      | 10  | 4                | 2                | 6                | 55               | --               | -- | --                   | --                   | --                   |                      |                      |
| 1998-1999  | Lukko Rauma            | SM-liiga      | 16  | 0                | 7                | 7                | 79               | --               | -- | --                   | --                   | --                   |                      |                      |
| 1999-2000  | Khimik Voskressensk    | Vyschaïa Liga | 22  | 17               | 17               | 34               | 92               |                  |    |                      |                      |                      |                      |                      |
| 2000-2001  | Khimik Voskressensk    | Vyschaïa Liga | 39  | 26               | 26               | 52               | 63               | 4                | 1  | 1                    | 2                    | 14                   |                      |                      |
| 2001-2002  | Khimik Voskressensk    | Vyschaïa Liga | 39  | 26               | 26               | 52               | 63               | 8                | 3  | 3                    | 6                    | 8                    |                      |                      |
| 2002-2003  | Khimik Voskressensk    | Vyschaïa Liga | 28  | 19               | 10               | 29               | 35               | 11               | 8  | 7                    | 15                   | 4                    |                      |                      |
| 2003-2004  | Khimik Voskressensk    | Superliga     | 20  | 4                | 1                | 5                | 42               | --               | -- | --                   | --                   | --                   |                      |                      |
| 2005-2006  | Khimik Voskressensk    | Vyschaïa Liga | 3   | 0                | 1                | 1                | 0                |                  |    |                      |                      |                      |                      |                      |
| Totaux LNH | Totaux LNH             | Totaux LNH    | 153 | 46               | 41               | 87               | 100              | 10               | 2  | 3                    | 5                    | 0                    |                      |                      |

### En équipe nationale
| Année | Équipe      | Compétition |   | PJ | B | A  | Pts | Pun                |  | Résultats |
| 1988  | URSS junior | CE junior   | 6 | 5  | 6 | 11 | 4   | Médaille de bronze |  |           |
| 1989  | URSS junior | CM junior   | 7 | 6  | 3 | 9  | 4   | Médaille d'or      |  |           |
| 1990  | URSS junior | CM junior   | 7 | 7  | 2 | 9  | 4   | Médaille d'argent  |  |           |
| 1996  | Russie      | CM          | 8 | 3  | 0 | 3  | 2   | Quatrième place    |  |           |